# Sipe Santapukki
Simo „Sipe” Johannes Santapukki (Heinola, 1977. december 20. –) finn zenész, az Apulanta együttes dobosa, az Apulanta OY vezetője és a Keskisuomalainen újság kolumnistája. 

## Élete
Santapukki Heinolában született és ott töltötte gyerekkorát. 1991-ben csatlakozott az Apulantához, azaz szinte a kezdetektől kezdve tagja annak. Heinolában érettségizett.
Az együttesen kívül is zenél, saját szólóalbumot is adott már ki. Az albumon számos híres énekes szerepel még vele együtt (mint pl. Gösta Sundqvist, Tommi Liimatta, Timo Rautiainen, Hannu Sallinen vagy Apulanta-társa Toni Wirtanen). A lemezen énekel Anna Eriksson is, akivel később együtt is járt.
Santapukki tehetséges autóversenyző is, 2004-ben a finn Formula–3-as kategóriában ezüstérmet szerzett. Emellett motorozik is és arról is ismert, hogy antialkoholista és vegetáriánus. 2003-ban pedig kiállítása volt Heinolában. 2009 januárjától a Keskisuomalainen újság kolumnistája lett.
Santapukki jelenleg Lahtiban él, bár már régóta tervezi, hogy épít egy házat szülővárosában.

## Fordítás
- Ez a szócikk részben vagy egészben  a   Sipe Santapukki című finn Wikipédia-szócikk ezen változatának fordításán alapul.  Az eredeti cikk szerkesztőit annak laptörténete sorolja fel. Ez a jelzés csupán a megfogalmazás eredetét és a szerzői jogokat jelzi, nem szolgál a cikkben szereplő információk forrásmegjelöléseként.